# Jade Boho Sayo
Jade Boho (Valladolid, 30 d'agost de 1986) és una davantera de futbol internacional per Guinea Equatorial, amb la qual ha guanyat el Campionat d'Àfrica 2012. Amb les categories inferiors va jugar amb Espanya, i va guanyar l'Eurocopa sub-19 2004.

## Trajectòria
| Temporades      | Club               | Títols              | Seleccions (fases finals)                                  |
| --------------- | ------------------ | ------------------- | ---------------------------------------------------------- |
| 03/04 - 06/07 0 | AD Torrejón CF 0   |                     | Eurocopa sub-19 2004 (campió) Mundial sub-19 (1a fase)     |
| 07/08 - 12/13 0 | Rayo Vallecano 0   | 3 Lligues, 1 Copa 0 | Copa d'Àfrica 2010 (subcampió) Copa d'Àfrica 2012 (campió) |
| 13/14           | Atlético de Madrid |                     |                                                            |
| 14/15           | Rayo Vallecano     |                     |                                                            |
| 2015            | Bristol Academy    |                     |                                                            |
| 2016 - act.     | Reading FC         |                     |                                                            |